# Bronisław Markiewicz

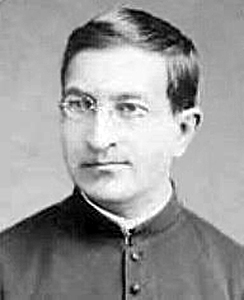
Bronisław Markiewicz als Student

Bronisław Bonawentura Markiewicz (* 13. Juli 1842 in Pruchnik, Galizien; † 29. Januar 1912) war ein polnischer Priester und Gründer der Kongregation vom Heiligen Erzengel Michael.

## Leben
Bronisław studierte Theologie und wurde am 15. September 1867 in Przemyśl zum Priester geweiht. Als im Jahre 1872 in Przemyśl die Pest ausbrach, organisierte er Wohltätigkeitsküchen und rasche ärztliche Hilfe. Aus der Erkenntnis der Notlage der Menschen sorgte er sich um die kulturellen und wirtschaftlichen Probleme und ermutigte seine Pfarrkinder zur Nachbarschafts- und Selbsthilfe. In Miejsce Piastowe (Mutterhaus der Michaeliten) errichtete er im Pfarrhaus eine Herberge für verlassene und verwaiste Kinder. 1895 entstand das erste Ordenshaus, in dem Pater Markiewicz mit einigen Alumnen lebte.
In Italien lernte er den Heiligen Johannes Bosco kennen und legte 1887 in Turin die ewigen Gelübde als Salesianer Don Boscos ab.
Die steigende Anzahl der Waisenkinder veranlasste Pater Markiewicz, sein Heim für Jugendliche zu erweitern. Sein Bruder, Rechtsanwalt Władysław Markiewicz, verfasste ein Statut der „Gesellschaft für Mäßigung und Arbeit“, welches den zuständigen Behörden zur Bestätigung vorgelegt und auch mit der Bitte um Gründung einer Kongregation dem Papst unterbreitet wurde.
1910 vertraute Pater Markiewicz sein Werk dem Schutz des Heiligen Erzengel Michael an. Am 20. September 1921 wurde die Kongregation vom Krakauer Erzbischof Kardinal Sapieha bestätigt. Die päpstliche Anerkennung erfolgte im Jahre 1966.

## Seligsprechung
Am 20. Dezember 2004 wurde der Seligsprechungsprozess durch Papst Johannes Paul II. abgeschlossen; die feierliche Seligsprechung erfolgte am 19. Juni 2005 durch den Primas Polens, Józef Kardinal Glemp in Warschau, nachdem Papst Benedikt XVI. diese mit dem Apostolischen Schreiben Diliges Dominum bestätigt hatte.